# Hvězdnicovité
Hvězdnicovité (Asteraceae) nebo také složnokvěté (Compositae) je čeleď vyšších dvouděložných rostlin z řádu hvězdnicotvarých. Jejich název je odvozen z latinského slova aster a to z řeckého ἀστήρ (astér), oboje značící hvězdu, již připomíná jejich rozkvetlý úbor. Jsou vůbec nejpočetnější čeledí krytosemenných rostlin, obsahují přes 1 670 rodů a asi 27–33 000 druhů.
Hvězdnicovité jsou rozšířeny kosmopolitně, tedy na celém světě, hlavně v sušších oblastech mírného a subtropického pásu a v horách tropů a subtropů; nejvíce v Jižní a Střední Americe. V ČR roste přes 110 rodů a více než 500 druhů včetně notoricky známých květin jako slunečnice, sedmikráska, kopretina či heřmánek, ale též bodlák či řebříček. Patří sem i taxonomicky mimořádně složité rody jako jestřábník (Hieracium), pampeliška (Taraxacum) nebo chrpa (Centaurea). Jsou to jednoleté, dvouleté a vytrvalé byliny, ale i polokeře a keře, v tropech vzácně i liány a stromy. Zahrnují rostliny s mléčnicemi i bez nich, lysé nebo chlupaté, někdy ostnité. Listy jsou střídavé nebo vstřícné, celokrajné nebo členěné, méně často složené, vždy však bez palistů. To, co všechny hvězdnicovité spojuje, jsou jejich květy uspořádané v květenství nazývaném úbor. Členěny jsou dále do 12 podčeledí, z nichž se v českém prostředí vyskytují pouze tři. Původ čeledi je kladen do období pozdní křídy, hlavní diferenciace probíhaly v raných třetihorách.
Hvězdnicovité se vyznačují velice pestrým souborem obsahových látek, především silic. Hospodářsky důležitých druhů však obsahují v poměru ke své velikosti poměrně málo. Některé mají význam jako zdroj léčiv (heřmánek, třapatkovka nachová, podběl, měsíček) a jako zdroj potravy pro člověka, především jako listová nebo kořenová zelenina (saláty, artyčoky, jedlé hlízy topinambur, čekanka). Významnou olejninou je slunečnice roční. Využívány jsou také jako zdroj krmiv pro hospodářská zvířata a pro ptáky nebo jako biomasa pro energetiku. Obrovský počet druhů je pěstován a šlechtěn pro okrasu. Mnohé rody jsou považovány za úporné plevele (pěťour, pampeliška, pcháč, bodlák, ambrozie, heřmánkovec, rmen, mléč, škarda) nebo jsou ceněny jako medonosné rostliny.

## Popis

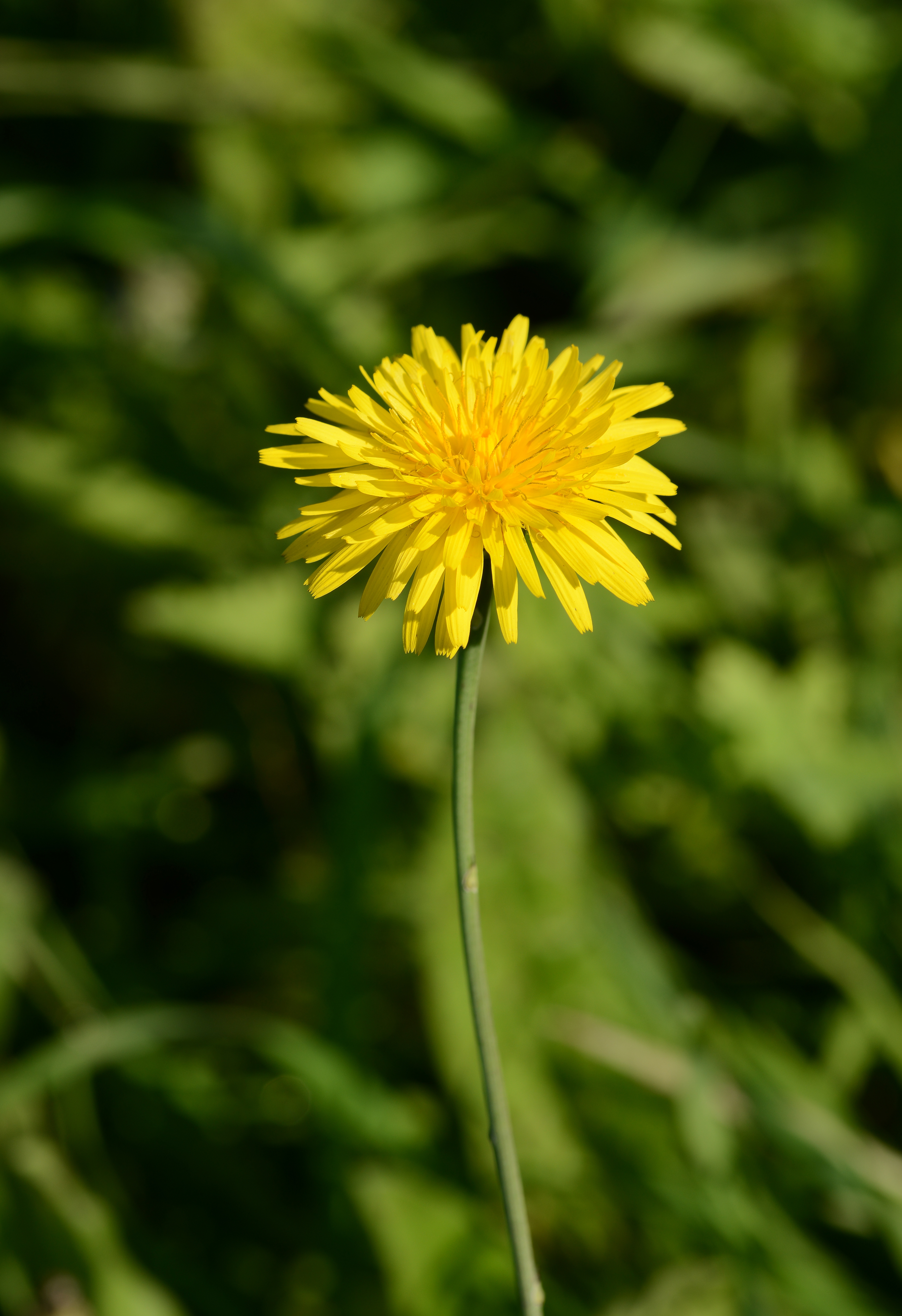
Jestřábníky a jim podobné žlutě kvetoucí rody patří k determinačně nejobtížnějším skupinám rostlin

### Vegetativní orgány a životní formy
Hvězdnicovité jsou jednoleté, dvouleté nebo vytrvalé byliny, existují ale i dřevnatí zástupci ve formě polokeřů, keřů a v tropech Ameriky, Afriky a Madagaskaru nebo v Tichomoří též stromů nebo lián. Některé jsou monokarpické, jiné polykarpické. Některé druhy, především v podčeledi Cichorioideae, mají v pletivech mléčnice, jiné, ze suchých oblastí, jsou sukulenty. Listy jsou obvykle střídavé, méně často vstřícné nebo v přeslenech, u řady druhů vytvářejí přízemní růžici. Tvary čepele jsou velmi různorodé, časté jsou listy jednoduché, celokrajné či různě členěné. Palisty se nevyskytují. Rostliny jsou vždyzelené (tedy fotosyntetizující a autotrofní), lysé nebo chlupaté, někdy ostnité, s vřetenovitým nebo kůlovitým, bohatě větveným kořenem. Často jsou vyvinuty různě utvářené oddenky.

### Květy a plody

a) trubkovitý květ – 1) čnělka s dvouklanou bliznou, 2) srostlé tyčinky, 3) korunní trubka, 4) redukovaný kalich (např. u pcháče – 4’ – přeměněný v chmýr), 5) spodní semeník; b) jazykovitý květ – 3) ligula

Květy jsou velmi drobné a uspořádané v mnohokvětém útvaru nazývaném úbor, který připomíná svým vzhledem a funkcí samostatný veliký květ. Je složen obvykle z dvou typů květů: trubkovité jsou převážně pravidelné, pětičetné, s korunou trubkovitou a tvoří buď terč ve střední části úboru (sedmikráska, slunečnice), nebo tvoří celé úbory (pcháč, chrpa). Jazykovité květy jsou souměrné s korunou jazykovitou, výše rozšířenou v plochou, nápadnou ligulu. Tvoří buď celé úbory (pampeliška), nebo pouze paprsek, tedy okrajové paprskující květy (kopretina). Kalich je přeměněn na chmýr nebo v blanitý lem. Úbory mohou být homogamní (všechny květy v úboru jsou oboupohlavné a plodné), nebo heterogamní (složené z květů samičích nebo jalových a oboupohlavných, nebo z květů samičích a samčích). Vyskytovat se může gynodioecie, vzácně i klasická dvoudomost (kozlík dvoudomý).
Semeník je spodní s jedním vajíčkem, pestík srostlý ze dvou plodolistů. Blizna je obvykle dvoulaločná. Tyčinek je pět (vzácně čtyři), bázemi jsou přirostlé ke koruně, v prašnících bočně srůstají. Pylová zrna u entomogamních druhů jsou nápadně osténkatá. Plodem je nažka rozmanitého tvaru, zbarvení a povrchové skulptury, s různě vyvinutým chmýrem nebo bez chmýru; obsahuje semeno s dobře vyvinutým zárodkem, ale obvykle téměř bez endospermu. Stavba nažky a vlastnosti chmýru jsou důležitými znaky k určování rodů i druhů.

Úbory stojí na rostlině buď jednotlivě, nebo dále skládají rozličné druhy vrcholičnatých či hroznovitých květenství. Z vnější strany úboru je vyvinut zákrov, skládající se z jedné nebo více řad stejně nebo různě dlouhých, střechovitě se kryjících zákrovních listenů (případně může být doplněn ještě jednou řadou drobnějších listenů, tzv. zákrovečkem). Zákrovní listeny jsou bylinné (zelené) nebo suchomázdřité, kožovité či přeměněné v osten, různých tvarů, barev i velikostí. Často jsou lemované tvarově a barevně odlišenou částí, tzv. přívěskem.

Schéma úboru
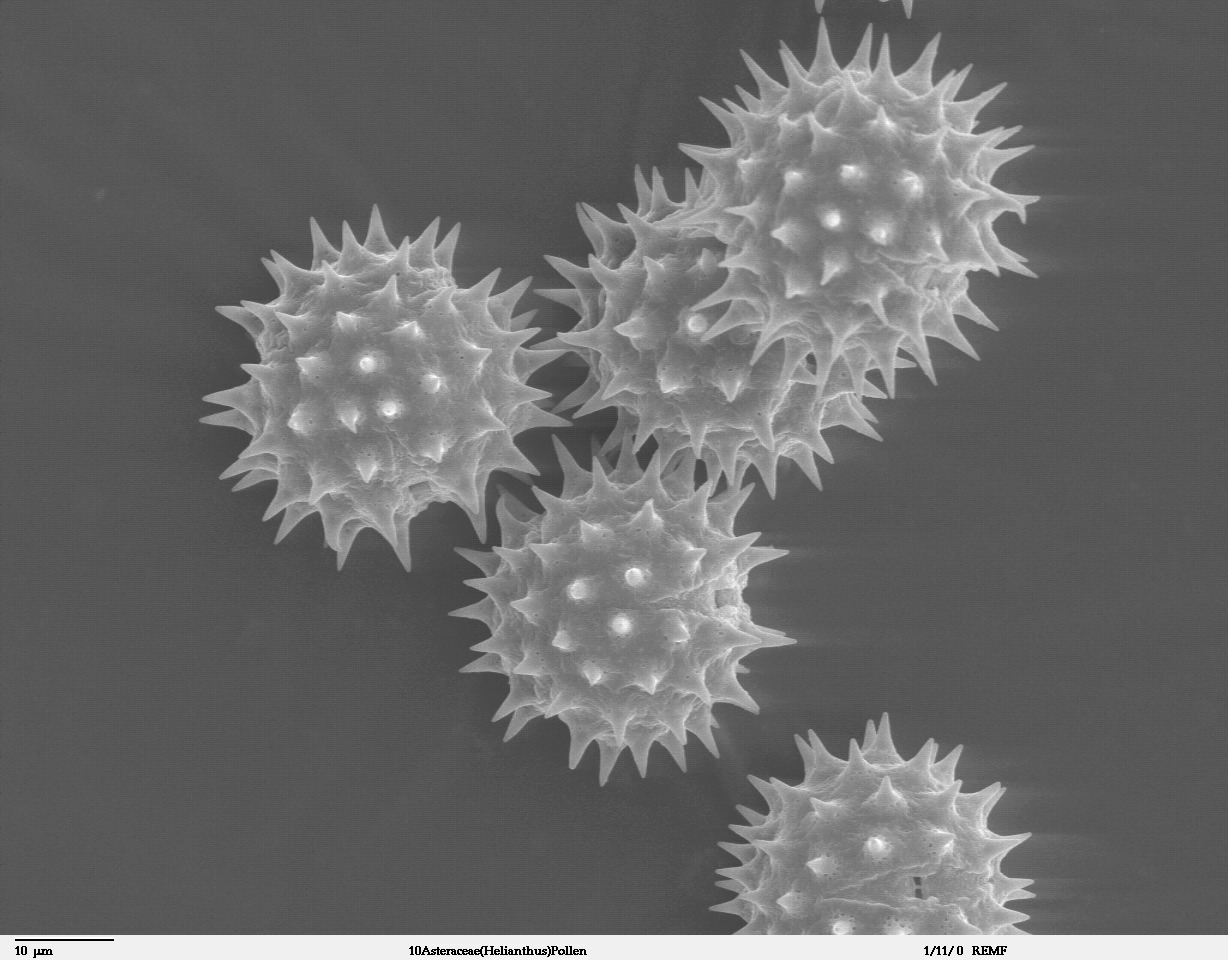
Pylová zrna slunečnice roční
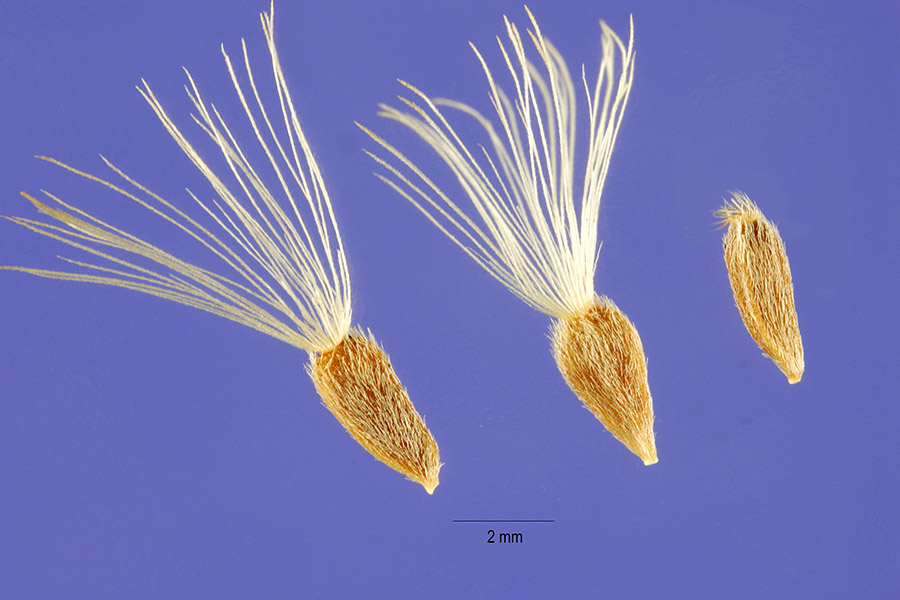
Nažky s chmýrem (hvězdnice alpská)
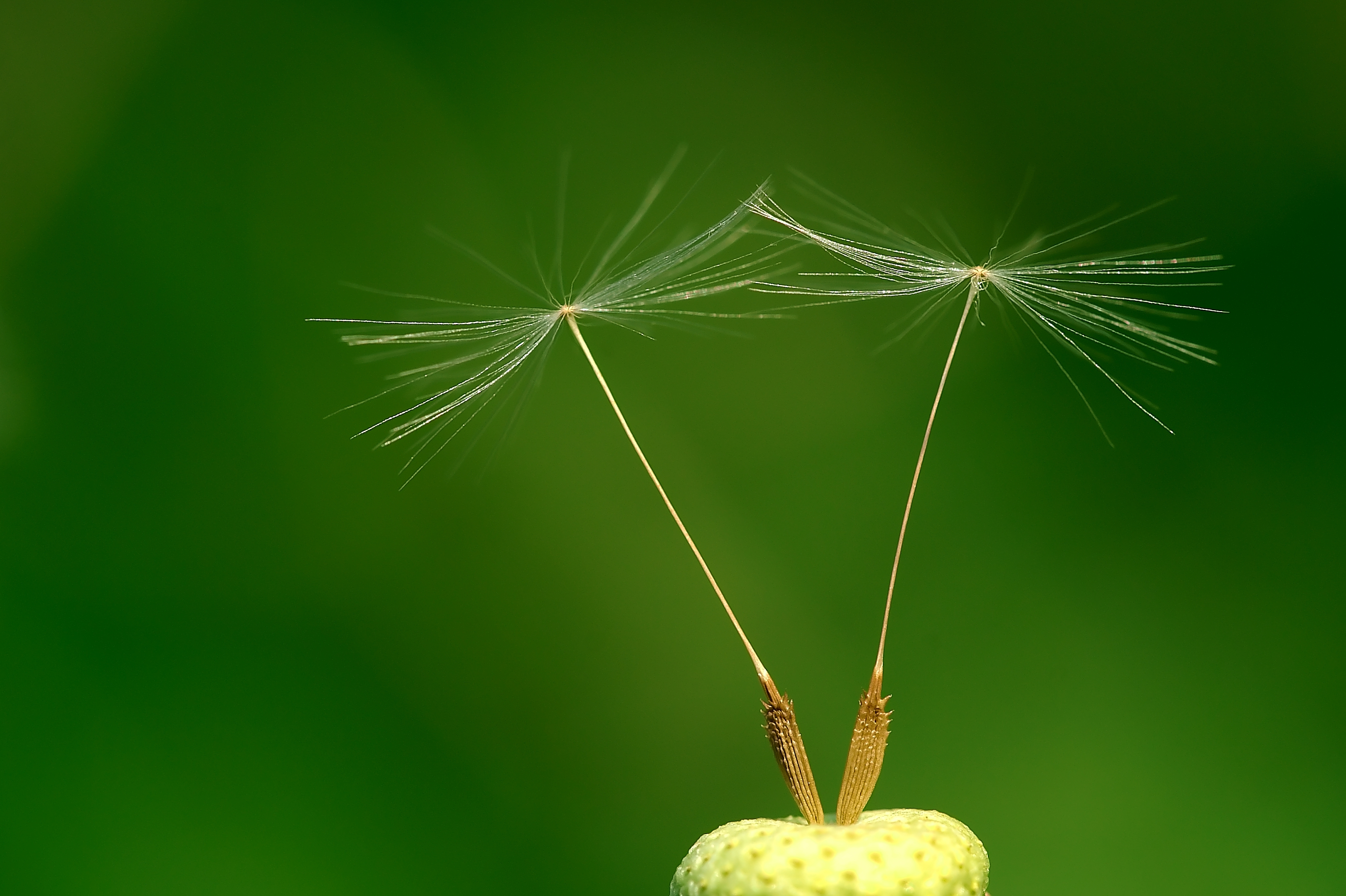
Nažky s deštníkovitým chmýrem na květním lůžku (pampeliška)
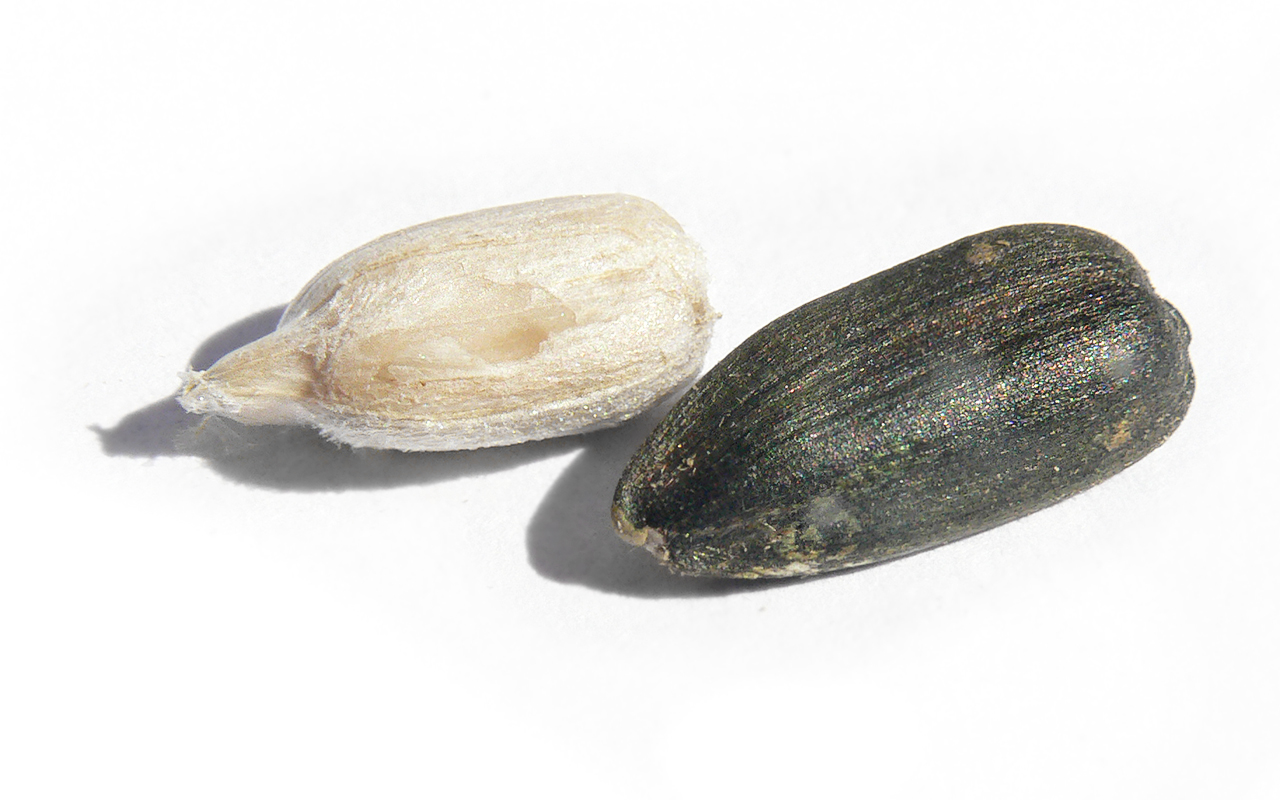
Semena slunečnice – nažky bez chmýru

### Obsahované látky
Hvězdnicovité se vyznačují velice pestrým souborem obsahových látek. Jejich zásobní látkou je polysacharid inulin místo obvyklého škrobu. Dále obsahují značné množství sekundárních metabolitů jako silice s mono- a seskviterpenoidy, organické kyseliny, třísloviny, hořčiny, flavonoidy, různé kyanogenní glykosidy nebo i alkaloidy, například u některých starčků.

## Ekologie a rozšíření

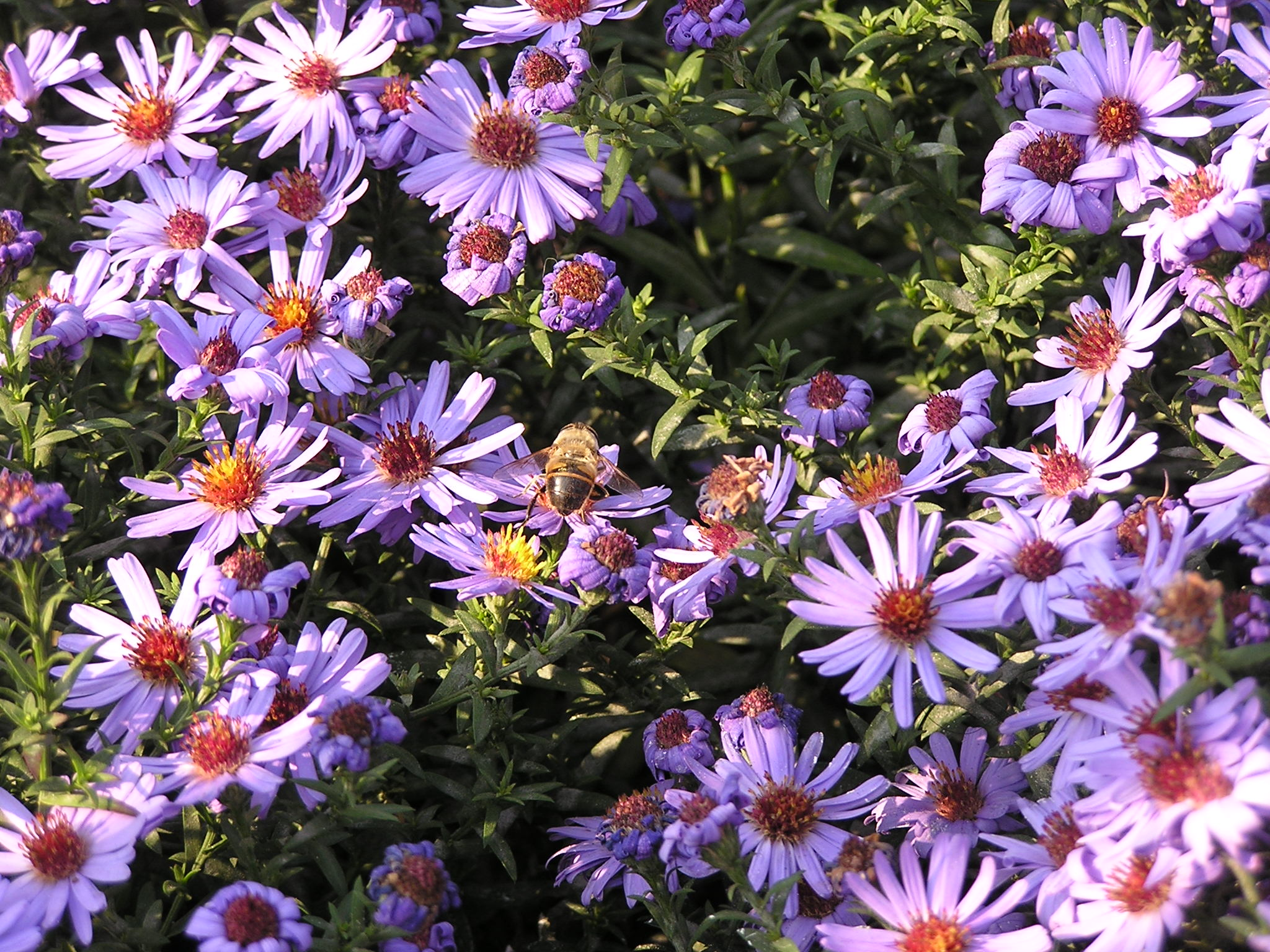
Astřička novobelgická (Symphyotrichum novi-belgii) je jednou z invazně se šířících rostlin

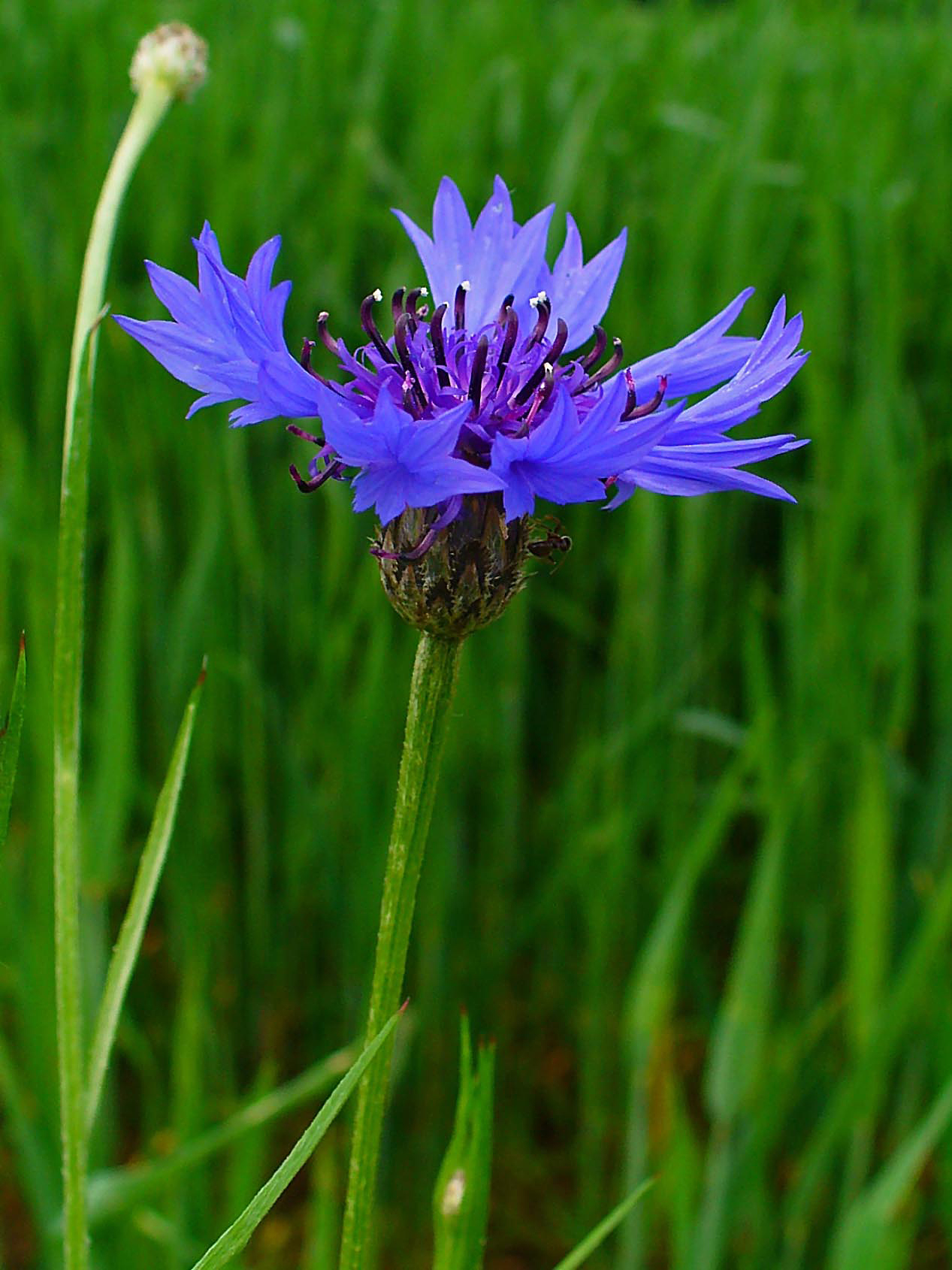
Chrpa modrák (Centaurea cyanus) je jedním z tradičních druhů české zemědělské krajiny

Hvězdnicovité jsou kosmopolitně rozšířenou čeledí, jejíž zástupci se vyskytují po celém světě s výjimkou Antarktidy a nejzazší Arktidy. Značné množství jich vyrůstá v sušších oblastech mírného a subtropického pásu, jako je Středomoří, jižní Afrika, Střední Asie, východní Brazílie nebo jihovýchodní Čína, a také v horách tropů a subtropů, především v Jižní Americe (Andy). Největší diverzity vůbec čeleď dosahuje v Mexiku, kde roste na 3300 druhů, tedy zhruba 14 % všech hvězdnicovitých; méně jich je ve vegetaci vlhkých tropických ostrovů. Mnohé ze zástupců čeledi patří mezi nepříjemně se šířící invazní rostliny (v Evropě například zlatobýly, ambrózie a různé druhy aster). Vzhledem k množství druhů a značné morfologické i ekologické plastičnosti najdeme jejich zástupce prakticky v jakémkoli typu zemských biotopů; vzácné jsou nicméně jako epifyty či vodní rostliny. Velký počet druhů existuje na člověkem narušených a ruderálních stanovištích či jako plevele polních a zahradních kultur.
Květy hvězdnicovitých jsou často opylovány hmyzem, kterému zpravidla nabízejí množství nektaru a výživného pylu. Přítomna je však v čeledi i anemogamie. Množství druhů se rozmnožuje též apomikticky, tedy bez oplození jiným jedincem, za vzniku velkého množství drobných, vzájemně blízce příbuzných a často i značně podobných druhů. Plody se šíří větrem díky chmýru, zoochoricky na srsti živočichů nebo na oblečení díky vyvinutým háčkům (např. celá plodenství lopuchů), jiná jsou roznášena ptáky nebo mravenci.

### Česká květena
V květeně České republiky jsou hvězdnicovité velmi hojně zastoupenou čeledí: vyskytuje se zde na 580 druhů ve více než 110 rodech, přičemž všechny spadají pouze do tří největších podčeledí hvězdnicové (Asteroideae), čekankové (Cichorioideae) a bodlákové (Carduoideae). Nejvíce zástupců mají plně či částečně apomiktické a nebo bohatě se křížící rody pampeliška (Taraxacum), jestřábník (Hieracium), chlupáček (Pilosella) a chrpa (Centaurea). Více než deset druhů mají na českém území rody škarda (Crepis), pcháč (Cirsium), starček (Senecio), pelyněk (Artemisia) a řebříček (Achillea), dalšími významně zastoupenými rody jsou oman (Inula), hadí mord (Scorzonera, většina druhů vedena jako ohrožená), locika (Lactuca), dvouzubec (Bidens) nebo rmen (Anthemis).
Notoricky známou květinou rostoucí na zahradách a v trávnících je sedmikráska chudobka (Bellis perennis) nebo pampelišky smetánky (Taraxacum sect. Taraxacum), mezi obvyklé plevele patří pěťoury maloúborný a srstnatý, mléče, rmen nebo úporný, obtížně potlačitelný pcháč oset. Na člověkem ovlivněných ruderálních stanovištích běžně roste vratič obecný, pelyněk černobýl, turan roční nebo turanka kanadská, k invazním neofytům šířícím se v posledních letech českou krajinou patří krom výše zmiňovaných zlatobýlů například astřička kopinatá, slunečnice topinambur nebo ze zahrad zplanělý kolotočník ozdobný. Co do počtu nepůvodních a invazních druhů v české flóře jsou hvězdnicovité zdaleka největší čeledí rostlin: Seznam nepůvodní flóry České republiky jich uvádí celkem 198, z toho 18 s invazním chováním. Na druhou stranu je množství druhů vedeno také jako ohrožené: jen v nejpřísnější kategorii C1 se nachází zástupci 20 rodů, krom mnoha apomiktických mikrospecií jestřábníků a pampelišek (například krkonošský endemit jestřábník labský) třeba suchokvět roční (Xeranthemum annuum), písečnatka nejmenší (Arnoseris minima), protěž žlutobílá (Pseudognaphalium luteo-album), sinokvět chrpovitý (Jurinea cyanoides) nebo blešník obecný (Pulicaria vulgaris).

## Taxonomie a evoluce

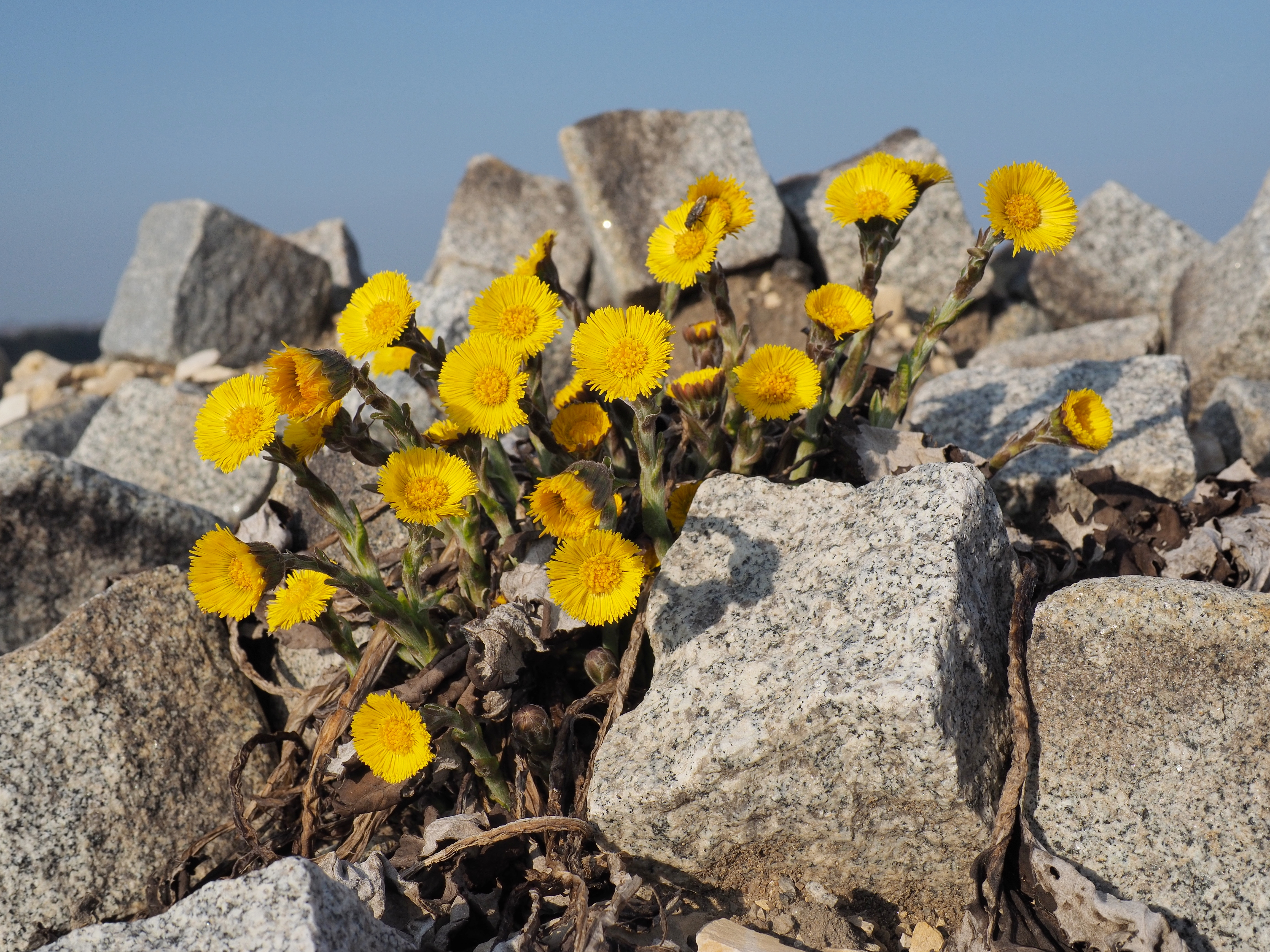
Brzy zjara kvetoucí podběl lékařský (Tussilago farfara)

Díky snadno rozpoznatelnému květenství byly hvězdnicovité vždy vnímány jako dobře vymezená, „přirozená“ čeleď. Jejich vnitřní členění se ovšem v průběhu let značně proměňovalo; na základě obsahových látek, morfologických, anatomických a molekulárně-taxonomických dat byla v minulosti též rozdělována na tři čeledi: hvězdnicovité (Asteraceae), ambróziovité (Ambrosiaceae) a čekankovité (Cichoriaceae). V současné taxonomii je čeleď hvězdnicovité členěna molekulárními analýzami na 12 podčeledí. Rozložení taxonů mezi ně je velmi nerovnoměrné: čtyři největší (Asteroideae, Cichorioideae, Carduoideae a Mutisioideae) zahrnují zhruba 99 % celkové diverzity čeledi, dvě naopak zahrnují jediný druh a jedna jediný rod. Nejblíže příbuznými čeleděmi jsou vějířovkovité (Goodeniaceae), pěknorožkovité (Calyceraceae) a vachtovité (Menyanthaceae), s nimiž hvězdnicovité tvoří monofyletickou skupinu.
Nejstaršími známými fosilními pozůstatky jsou pylová zrna rodu Dasyphyllum, jejichž stáří je datováno na 77–66 milionů let, tedy do období pozdní křídy. Do stejného období, ale ještě o 10 milionů let dříve, je odhadován vznik korunní skupiny hvězdnicovitých, a to pravděpodobně na jižním prakontinentu Gondwaně, na území dnešní Jižní Ameriky, o čemž svědčí i výhradní zastoupení fylogeneticky nejpůvodnějších zástupců čeledi. Množství pylových nálezů značně vzrůstá počínaje obdobím pozdního oligocénu a miocénu, což svědčí o vzrůstající roli hvězdnicovitých ve světových ekosystémech; v této době také dochází k jejich největší diferenciaci.

### Systém podčeledí
Uvedeny v pořadí, jak jsou odvětveny z fylogenetického stromu čeledi.
- Barnadesioideae – 94 druhů v 9 rodech, Jižní Amerika, především Andy
- Mutisioideae – asi 630 druhů ve 44 rodech, Jižní Amerika. Největší rody jsou Acourtia (65 druhů), Chaptalia (60), Mutisia, Trixis (oba 50) a Gerbera (35 druhů)
- Stifftioideae – 40 druhů v 10 rodech, Jižní Amerika, zvláště Venezuela a Guyana
- Wunderlichioideae – 24 druhů v 8 rodech, Jižní Amerika a jihozápadní Čína, zvláště Venezuela a Guayana
- Gochnatioideae – 90 druhů ve 4 rodech, Střední a Jižní Amerika, zvláště Karibik a jižní část Jižní Ameriky. Největší rod je Gochnatia (70 druhů)
- Hecastocleidoideae – jediný druh Hecastocleis shockleyi rostoucí na jihozápadě USA
- Carduoideae – téměř 2800 druhů v 83 rodech, kosmopolitní, zvláště však v Eurasii a severní Africe (oblast Středomoří). V úboru pouze trubkovité květy, pletiva bez mléčnic. Největší rody jsou chrpa (Centaurea, asi 695 druhů), Cousinia (655 druhů), chrpovník (Saussurea, 300), pcháč (Cirsium, 250) a sinokvět (Jurinea, 200 druhů).
- Pertyoideae – 70 druhů v 5 až 6 rodech, Asie od Afghánistánu po východní a jihovýchodní Asii. Největší rod je Ainsliaea (50 druhů)
- Gymnarrhenoideae – jediný druh Gymnarrhena micrantha, severní Afrika až Střední východ
- Cichorioideae – asi 3600 druhů ve 224 rodech, kosmopolitní. V úboru pouze jazykovité květy, pletiva obvykle s mléčnicemi. Největší jsou rody Vernonia (asi 800 druhů), jestřábník (Hieracium) a pampeliška (Taraxacum)
- Corymbioideae – 7 druhů jediného rodu, Jižní Afrika
- Asteroideae – přes 16000 druhů v asi 1135 rodech, kosmopolitní. V úboru trubkovité i jazykovité květy tvořící typické paprsky a terč, nebo květy paprsků chybí. Pletiva bez mléčnic. Největší rody jsou starček (Senecio, asi 1000 druhů), sadec (Eupatorium, 1200 nebo jen 40 druhů podle pojetí rodu), pelyněk (Artemisia, 550 druhů), smil (Helichrysum, asi 500 druhů), Mikania (430) a Baccharis (400 druhů).[10]

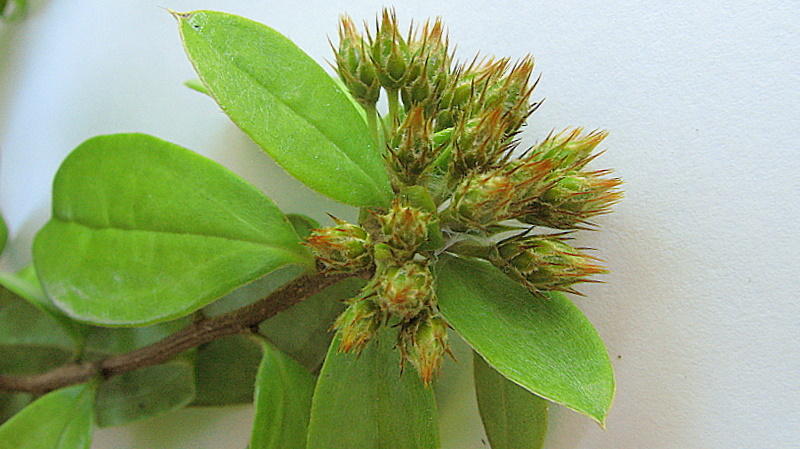
podčeleď Barnadesioideae: Dasyphyllum brasiliense
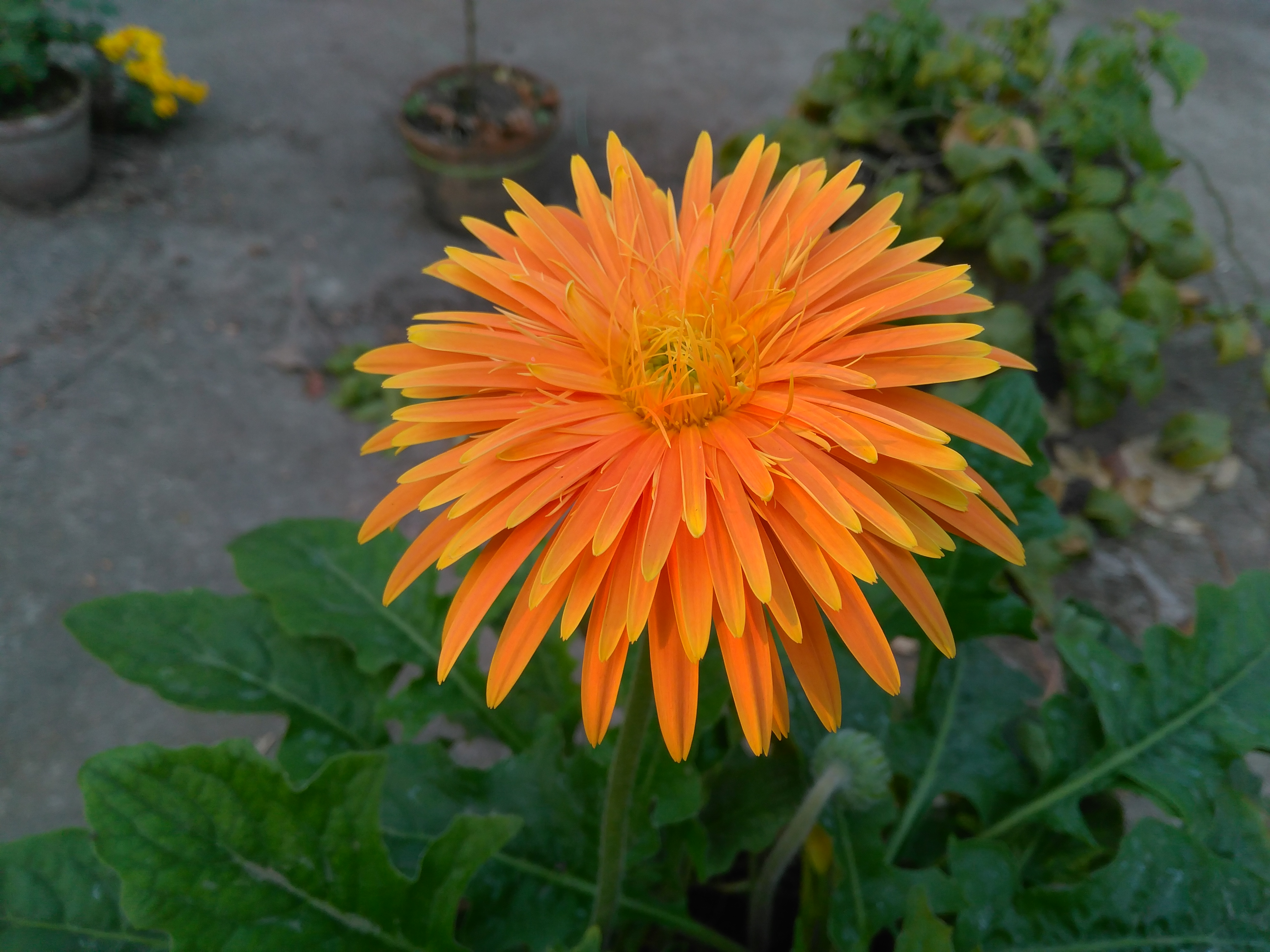
podčeleď Mutisioideae: gerbera
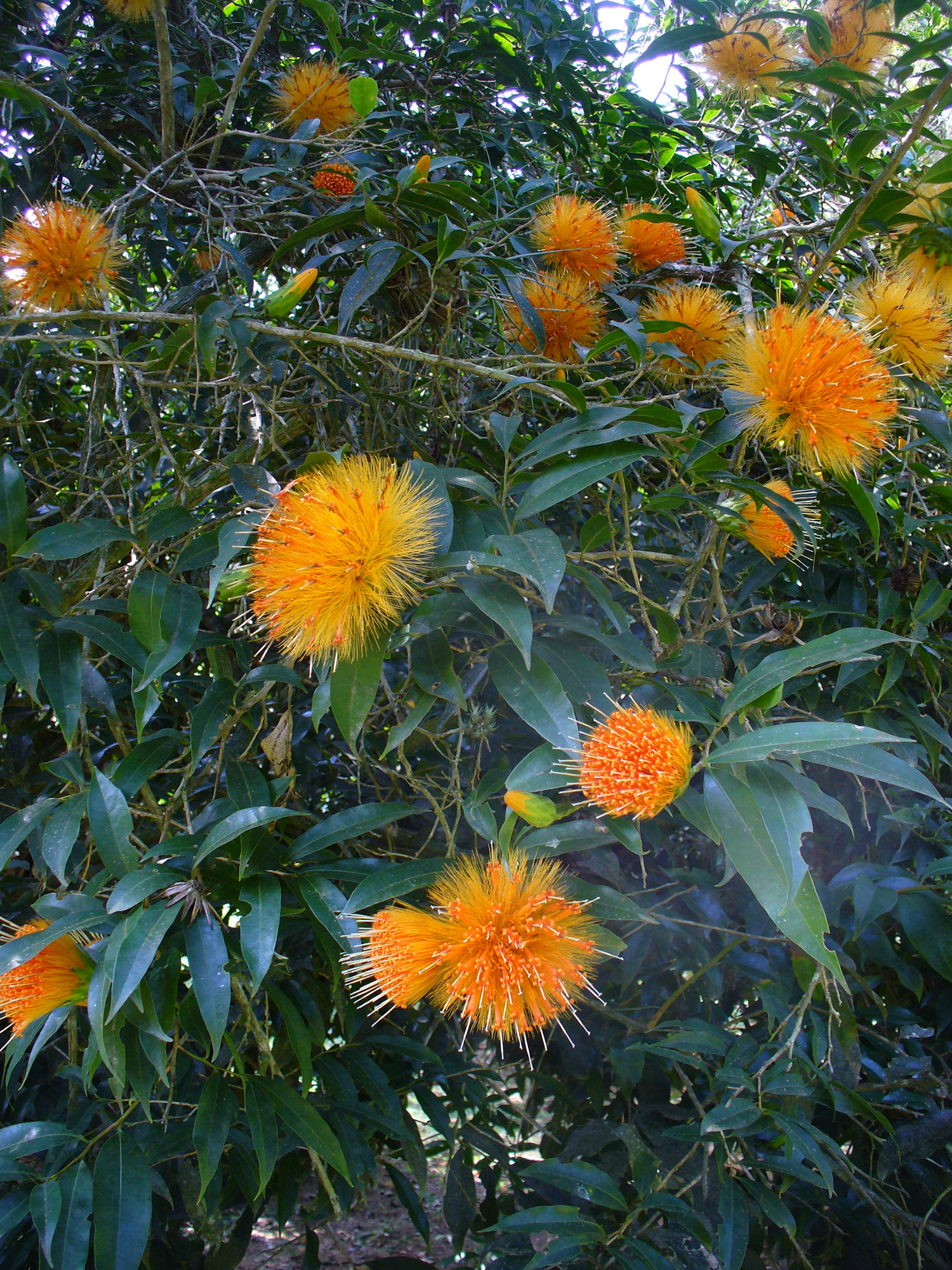
podčeleď Stifftioideae: Stifftia chrysantha
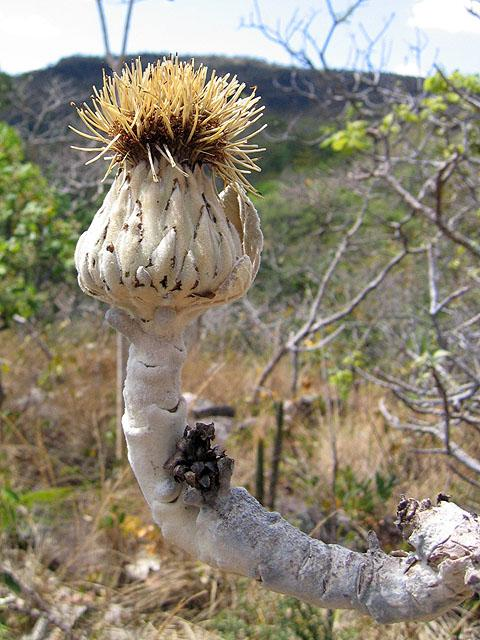
podčeleď Wunderlichioideae: Wunderlichia mirabilis
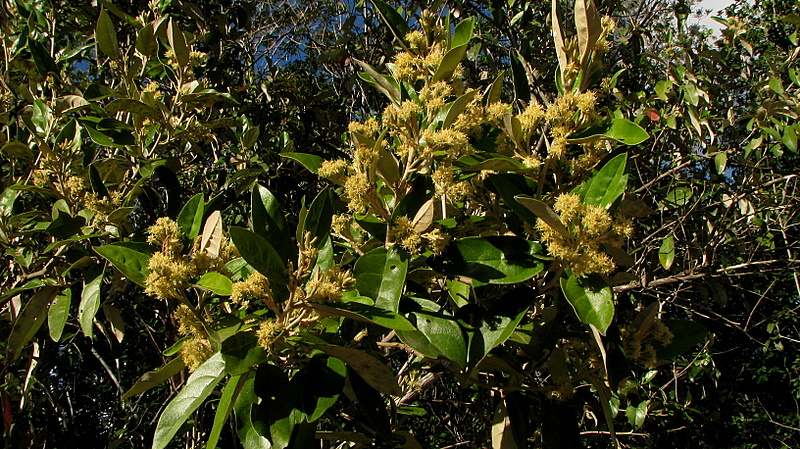
podčeleď Gochnatioideae: Gochnatia oligocephala
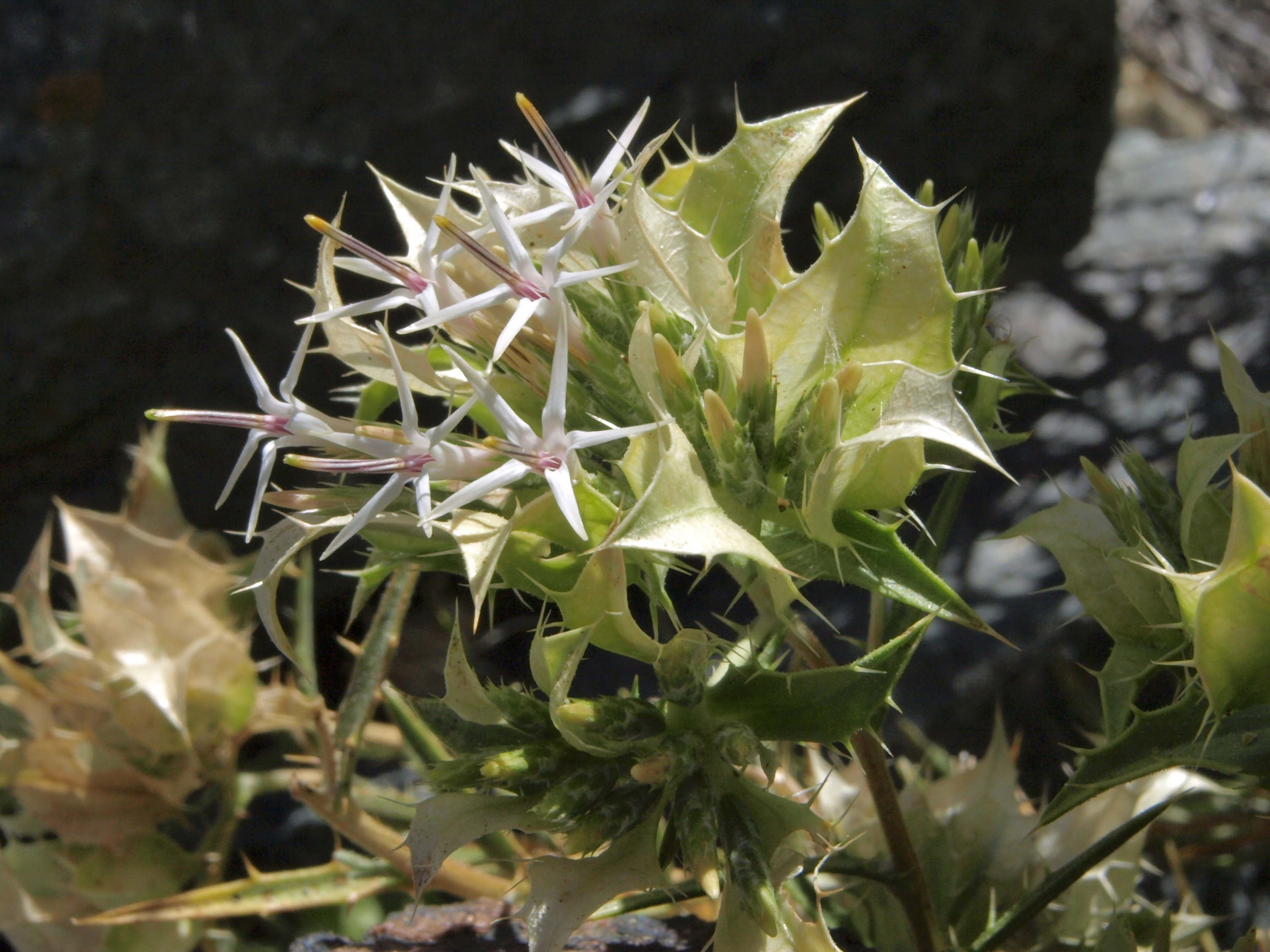
podčeleď Hecastocleidoideae: Hecastocleis shockleyi
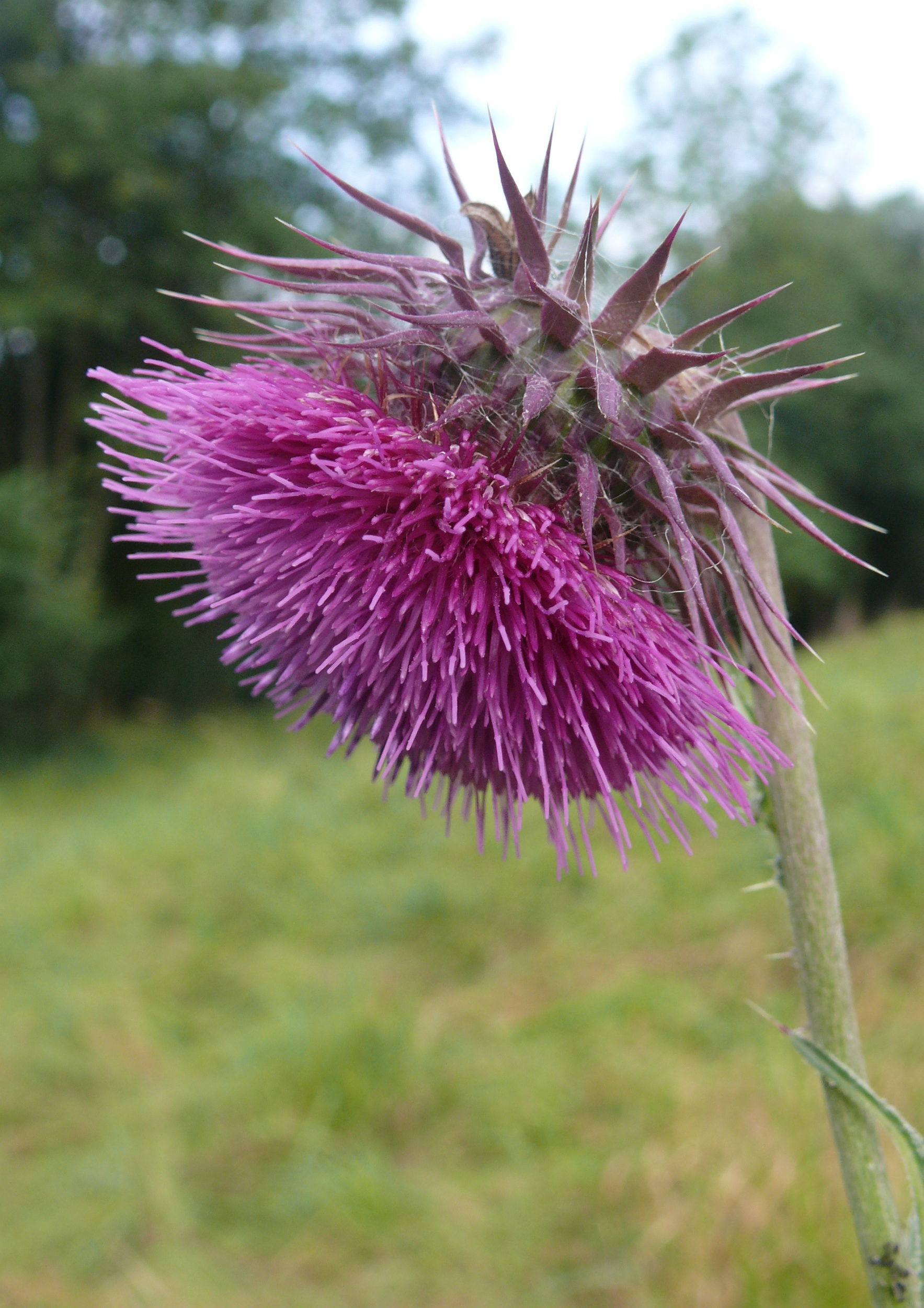
podčeleď Carduoideae: bodlák nicí
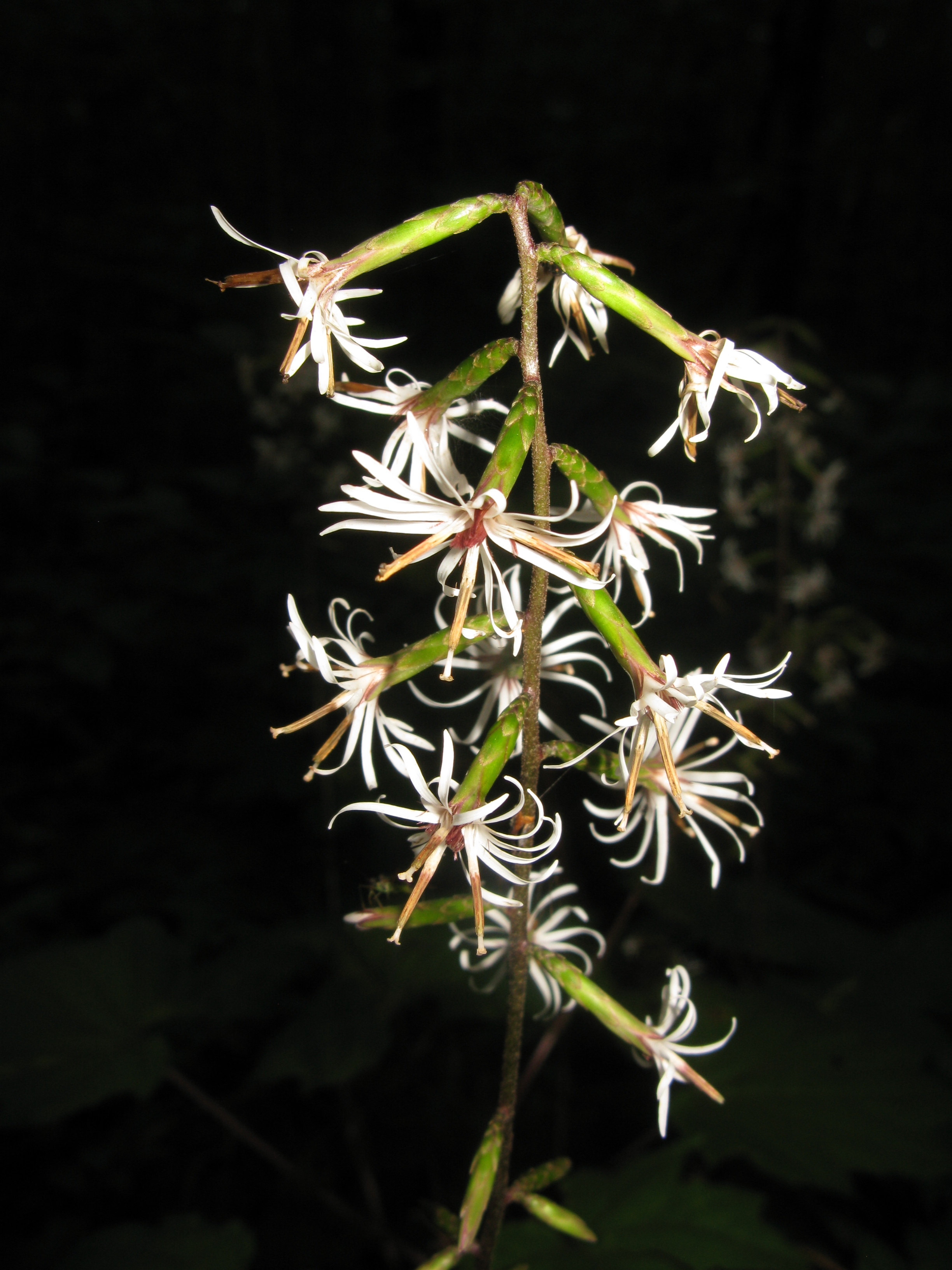
podčeleď Pertyoideae: Ainsliaea acerifolia
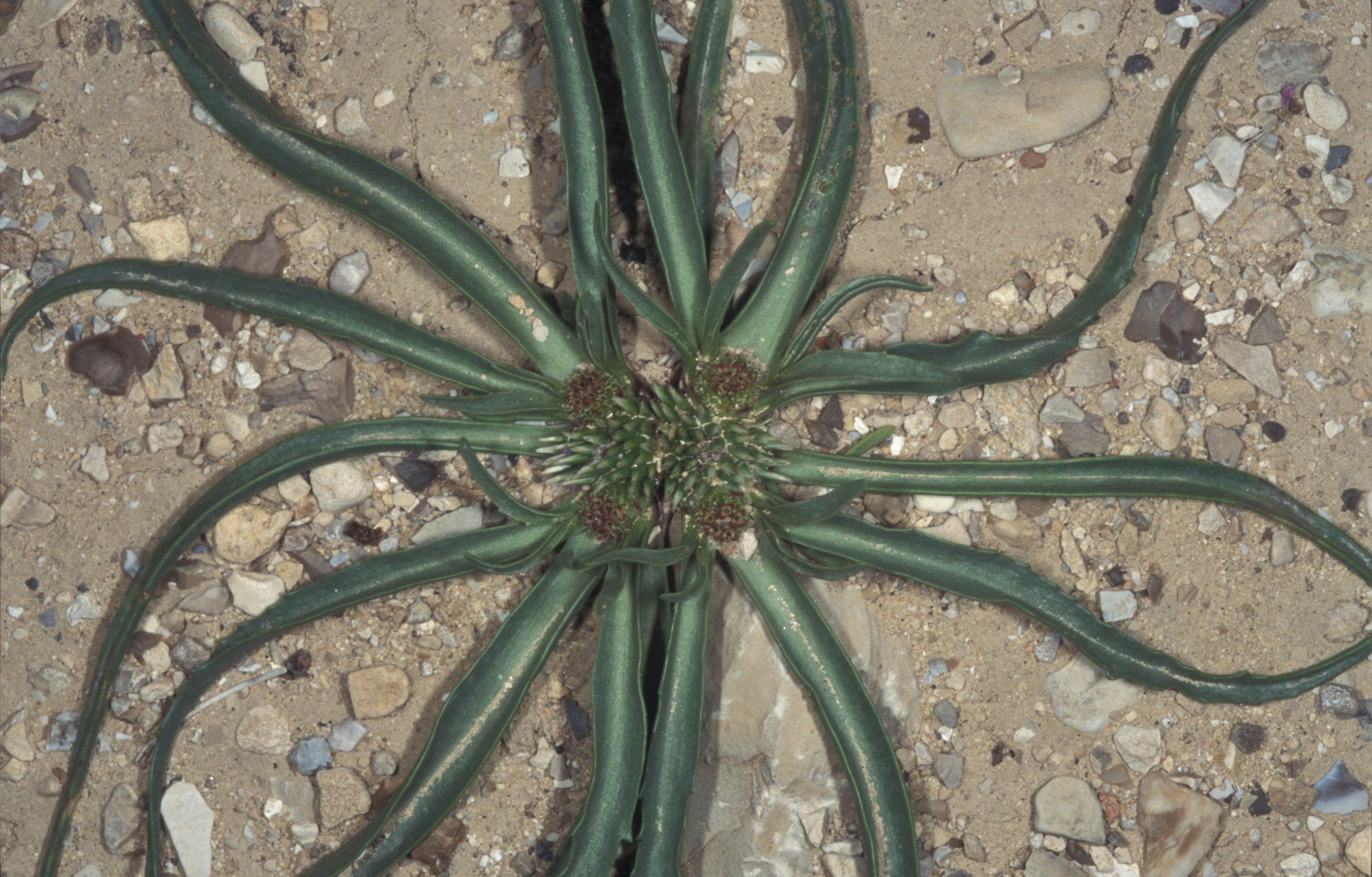
podčeleď Gymnarrhenoideae: Gymnarrhena micrantha
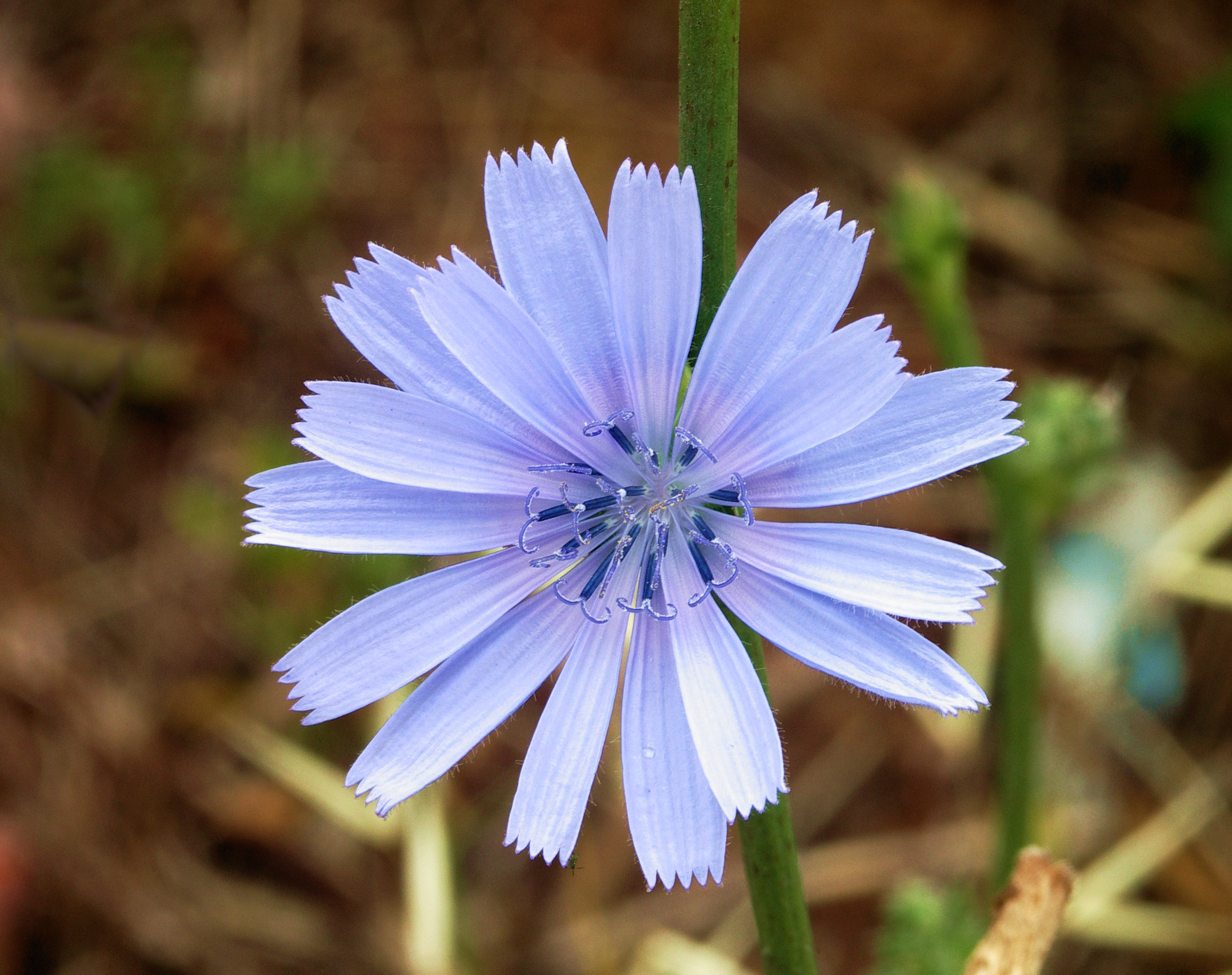
podčeleď Cichorioideae: čekanka obecná
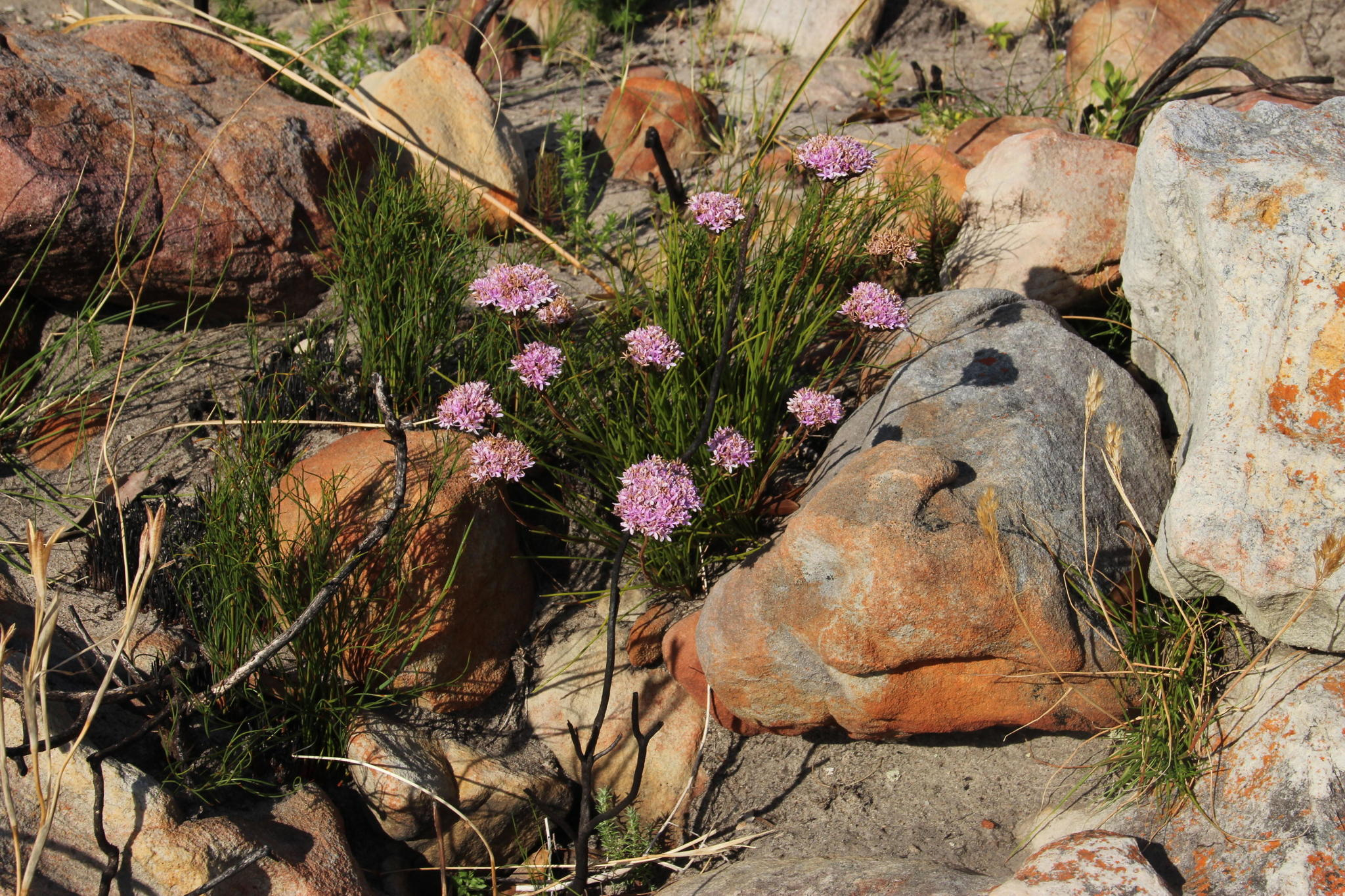
podčeleď Corymbioideae: Corymbium scabridum
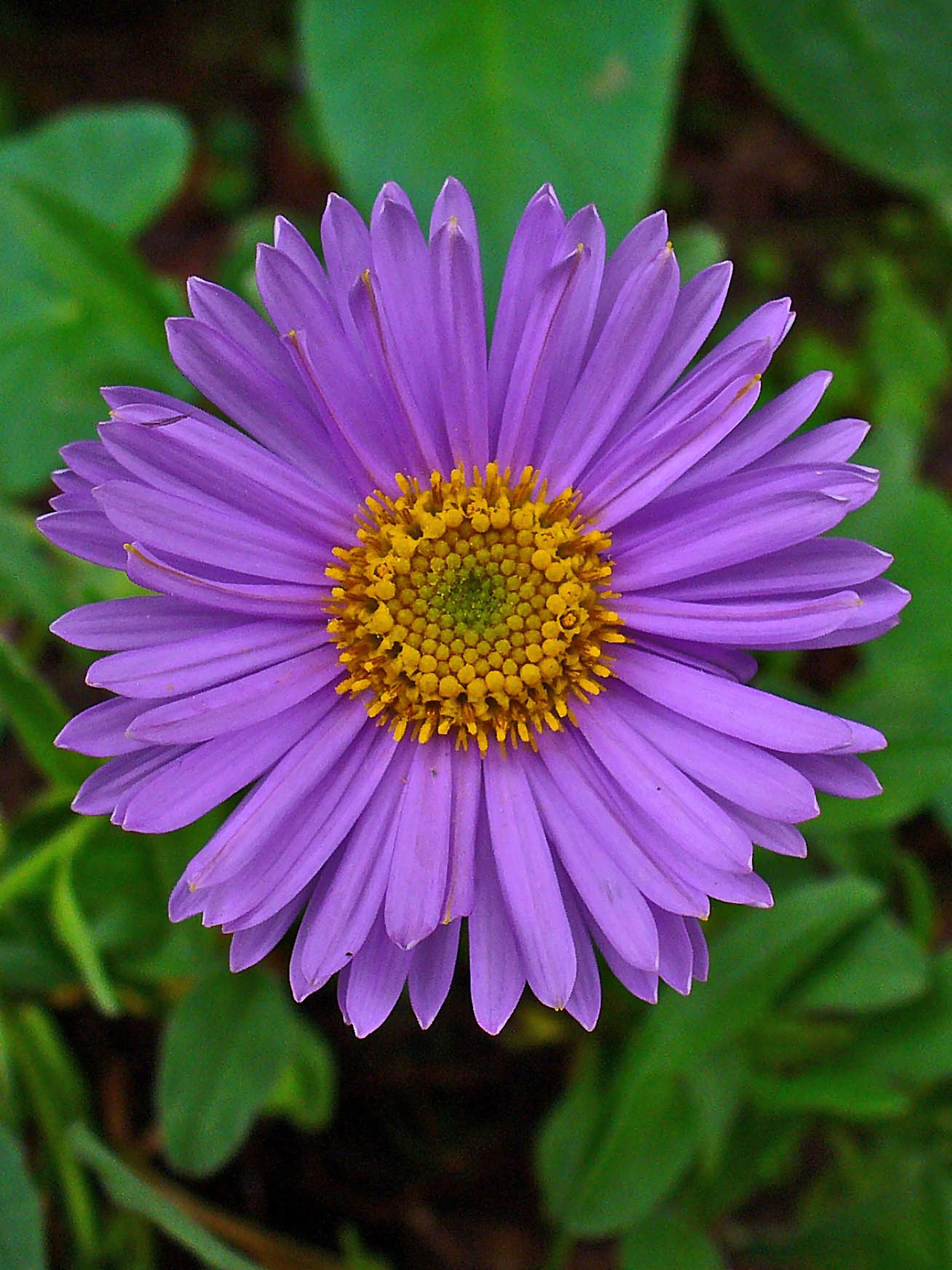
podčeleď Asteroideae: hvězdnice alpská

## Význam

### Suroviny a potraviny

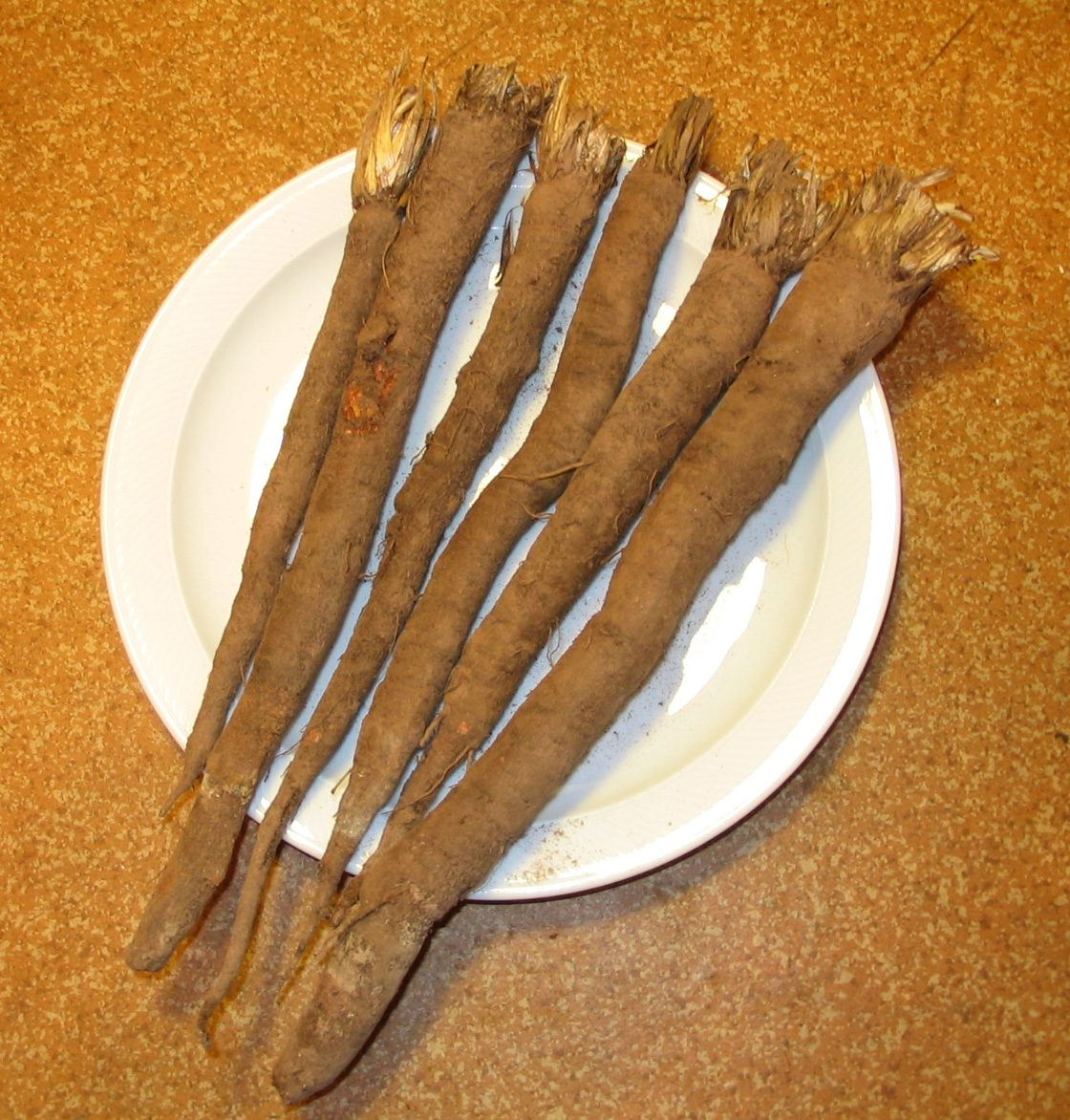
Černý kořen (hadí mord španělský)

Čeleď zahrnuje určité množství rostlin, které lze využívat jako zdroje poživatin. Listovou a kořenovou zeleninu představují locika setá coby klasický hlávkový, ledový nebo římský salát, dále artyčoky, listy a listové puky čekanky obecné a čekanky štěrbákové, zlateň věncová – tzv. jedlá chryzantéma, hadí mord španělský známý jako černý kořen nebo jedlé kořeny kozí brady pórolisté nazývané „salsifis“. Jedlé hlízy má slunečnice topinambur nebo jihoamerický jakon (Smallanthus sonchifolius). Semena slunečnice roční, světlice barvířské či mastňáku habešského jsou zdrojem kvalitního oleje; v minulosti se pro tento účel pěstovala také madie setá. Jako alternativní sladidlo se využívá stévie sladká nebo čekankový sirup, známou kávovou náhražkou je kořen čekanky – cikorka. Výtažky z pelyňku slouží k výrobě likérů, především absintu, další z aromatických druhů se pěstují jako bylinky a koření. Mnohé z hvězdnicovitých rostlin se využívají také jako technické a energetické rostliny, například guayule (Parthenium argentatum) poskytující kvalitní přírodní latex. Semena nebo nať mnohých dalších lze použít jako krmivo pro zvířata.

Řada rostlin z této čeledi je ceněna jako dobré nektarodárné či pylodárné rostliny; mezi nejvýznamnější patří chrpy, pcháče, zlatobýl, bělotrn, máčky, sadce, pampelišky, astry a další.

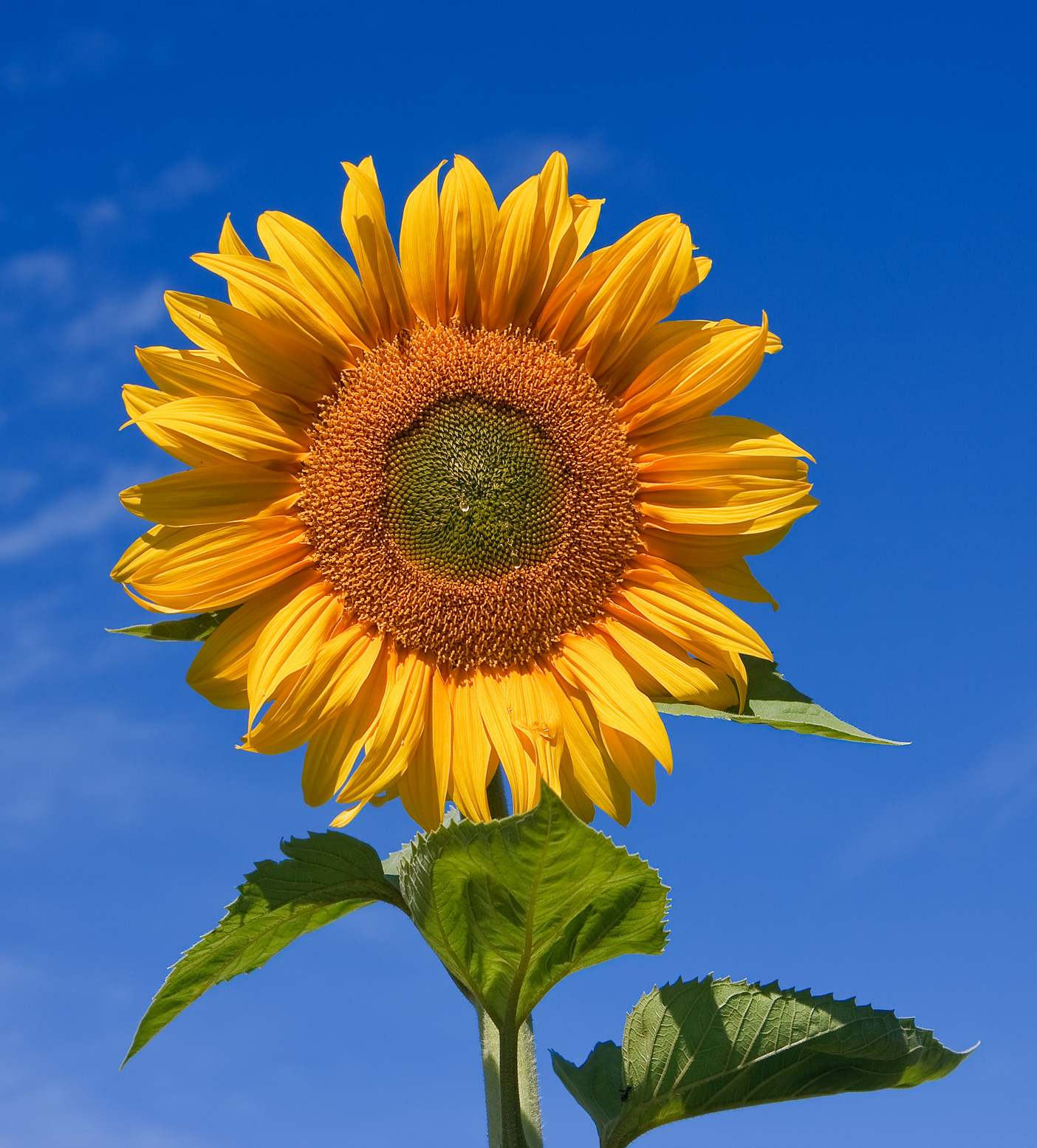
Slunečnice roční je významnou okrasnou, potravinářskou i technickou rostlinou

### Léčivky
Velké množství druhů je léčivých. V evropské lidové medicíně se často využívá například podběl lékařský jako expektorans při nachlazení a zánětech, heřmánek pravý pro zklidnění křečí a zánětů a hojení ran, ostropestřec mariánský při jaterních onemocněních, zlatobýl obecný při nemocech ledvin, benedikt lékařský pro podporu zažívání, třapatka nachová pro podporu imunity, dále také pampeliška, lopuch, pelyněk nebo arnika. Měsíček lékařský je hojně užíván v dermatologii a pro výrobu přípravků pečujících o pleť a nehty, široké využití v kosmetice a farmacii má také silice heřmánku pravého nebo heřmánku římského.

### Okrasné rostliny
Jako okrasné rostliny se v zahradách celého světa pěstuje a šlechtí nesčetné množství druhů, kultivarů, hybridů a variet. V českém prostředí patří k obvyklým květinám letničky jako aksamitníky (lidově afrikány), kokarda, krásenka, nestařec a různé slunečnice a také trvalky jako astry, protěže, listopadky, kopretiny, třapatkovky, omany, jiřiny, kamzičníky, šuškardy, ozdobné řebříčky a mnoho dalších. Středomořským polokeřem dobře zvládajícím suché prostředí je svatolína. K řezu jsou používány gerbery, chryzantémy, ostálky, kokardy a další. Sušené květy slaměnek (většinou zástupci rodů Xerochrysum, Xeranthemum nebo Rhodanthe) se používají do suchých vazeb.

## Přehled rodů
Čeleď Asteraceae je velmi obsáhlá a obsahuje velký počet rodů, jejichž plný výčet najdete na seznamu rodů čeledi hvězdnicovitých. Zde je uveden zkrácený seznam rodů s českými názvy.
- aksamitník (Tagetes)
- ambrozie (Ambrosia)
- astra (Callistephus)
- astřička (Symphyotrichum)
- bělolist (Filago)
- bělotrn (Echinops)
- benedikt (Cnicus)
- blešník (Pulicaria)
- bodlák (Carduus)
- časovka (Rhodanthe)
- čekanka (Cichorium)
- devětsil (Petasites)
- draslavec (Helminthotheca)
- dvouzubec (Bidens)
- gerbera (Gerbera)
- grindelie (Grindelia)
- hadí mord (Scorzonera)
- havez (Adenostyles)
- heřmánek (Matricaria)
- heřmánkovec (Tripleurospermum)
- hispanka (Mantisalca)
- hořčík (Picris)
- hvězdnice (Aster)
- chlupáček (Pilosella)
- chrpa (Centaurea)
- chrpec (Acroptilon)
- chryzantéma (Chrysanthemum)
- janeba (Heliopsis)
- jestřábník (Hieracium)
- jiřina (Dahlia)
- kamzičník (Doronicum)
- kapustka (Lapsana)
- kociánek (Antennaria)
- kokarda (Gailardia)
- kolotočník (Telekia)
- kopretina (Leucanthemum)
- kopretinovec (Argyranthemum)
- kosatka (Rhagadiolus)
- kozí brada (Tragopogon)
- krásenka (Cosmos)
- krásnoočko (Coreopsis)
- kruženka (Schkuhria)
- locika (Lactuca)
- lopuch (Arctium)
- luhovnice (Leucanthemella)
- madie (Madia)
- máchelka (Leontodon)
- marokánka (Ismelia)
- mastňák (Guizotia)
- mechovec (Cotula)
- měsíček (Calendula)
- mléč (Sonchus)
- mléčivec (Cicerbita)
- mléčka (Mycelis)
- mužák (Silphium)
- nestařec (Ageratum)
- oman (Inula)
- oruňka (Arctotheca)
- ostálka (Zinnia)
- ostropes (Onopordum)
- ostropestřec (Silybum)
- pampeliška (Taraxacum)
- pastarček (Tephroseris)
- pelyněk (Artemisia)
- pěťour (Galinsoga)
- pcháč (Cirsium)
- písečnatka (Arnoseris)
- plesnivec (Leontopodium)
- plesnivka (Anaphalis)
- pleška (Willemetia)
- poblekla (Catananche)
- podběl (Tussilago)
- podbělice (Homogyne)
- popelivka (Ligularia)
- pouva (Iva)
- prasetník (Hypochaeris)
- prha (Arnica)
- protěž (Gnaphalium)
- protěž (Pseudognaphalium)
- pupava (Carlina)
- radyk (Chondrilla)
- razilka (Aposeris)
- rmen (Anthemis)
- řebříček (Achillea)
- řepeň (Xanthium)
- sadec (Eupatorium)
- sedmikráska (Bellis)
- sinokvět (Jurinea)
- slunečnice (Helianthus)
- smil (Helichrysum)
- srpice (Serratula)
- starček (Senecio)
- starčkovec (Erechtites)
- suchokvět (Xeranthemum)
- světlice (Carthamus)
- škarda (Crepis)
- škardovka (Tolpis)
- trahok (Anacyclus)
- třapatkovka (Echinacea)
- třapatka (Rudbeckia)
- turan (Erigeron)
- turanka (Conyza)
- věsenka (Prenanthes)
- volovec (Buphthalmum)
- vratič (Tanacetum), včetně rodů maří list (Balsamita) a řimbaba (Pyrethrum)
- všelicha (Brachyscome)
- záplevák (Helenium)
- zlateň (Xanthophthalmum)
- zlatobýl (Solidago)
- zlatovlásek (Galatella)